# Knipowitschia thessala
Knipowitschia thessala är en fiskart som först beskrevs av Decio Vinciguerra 1921.  Knipowitschia thessala ingår i släktet Knipowitschia och familjen smörbultsfiskar. IUCN kategoriserar arten globalt som starkt hotad. Inga underarter finns listade i Catalogue of Life.